# Forêt en Suisse

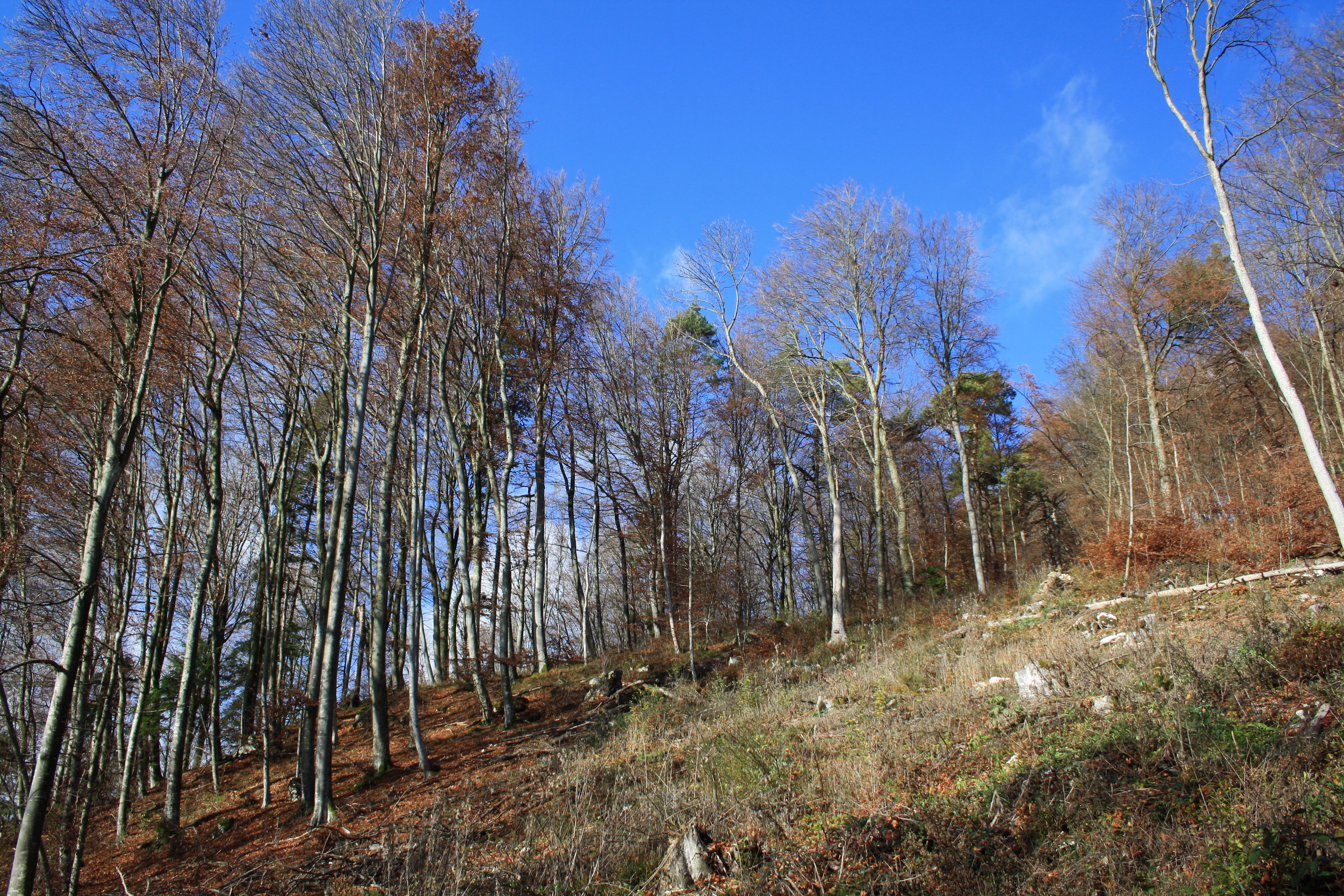
Forêt du Lägern dans le canton d'Argovie.

L'ensemble des forêts de Suisse couvre 1,3 million d'hectares soit 32 % de la surface du pays en 2012. Les régions de Suisse les plus boisées sont les massifs du Jura et du sud des Alpes.

## Définition
En Suisse, la forêt est définie comme « toutes les surfaces couvertes d'arbres ou d'arbustes forestiers à même d'exercer des fonctions forestières. » Ceci inclut : « les forêts pâturées, les pâturages boisés, les peuplements de noyers et de châtaigniers; les surfaces non boisées ou improductives d'un bien-fonds forestier, telles que les vides ou les surfaces occupées par des routes forestières ou d'autres constructions ou installations forestières ; les biens-fonds faisant l'objet d'une obligation de reboiser. » Cela exclut « les groupes d'arbres ou d'arbustes isolés, les haies, les allées, les jardins, les parcs et les espaces verts, les cultures d'arbres en terrain nu destinées à une exploitation à court terme ainsi que les buissons et les arbres situés sur ou à proximité immédiate des installations de barrage. » La surface minimale pour qu'un peuplement d'arbres soit considéré comme une forêt et non un groupe isolé est définie par les cantons.

## Taille et répartition privée/public
En 2012, la surface boisée en Suisse occupe 1 258 658 ha. Sa répartition dans les différentes aires géographique du pays est de 18 % dans le Jura, 18 % sur le plateau, 19 % dans les préalpes, 31 % dans les Alpes et 14 % au sud des Alpes. Quant à ses propriétaires, 363 000 ha, soit 29 %, appartiennent à environ 250 000 propriétaires privés et respectivement 896 000 ha, soit 71 %, à des propriétaires publics. En constante évolution, elle a augmenté de taille d'environ 3 %  depuis 1991 de manière très inégale selon les régions.
La surface totale augmente légèrement à 1 266 423 ha en 2015, dont 1 110 433 ha de surfaces productives, 155 990 ha de surfaces improductives et 66 027 ha de réserves forestières. La répartition et le nombre de propriétaires privés et publics reste similaire à 2012.

## Peuplements des forêts suisse
Les forêts de Suisse abritent plus de 30 000 espèces animales et végétales différentes, soit près de 40 % de la biodiversité suisse.

### Flore

#### Arbres
Les forêts du pays sont composées d'un volume total de bois d'environ 422 millions de mètres cubes. On y trouve 67 % de résineux, principalement des sapins et des épicéas, et 33 % de feuillus, avec principalement du hêtre. Depuis les années 2010, on trouve une dominance des peuplements mélangés dans la forêt suisse, avec seulement 19 % de peuplements purs. Selon l'inventaire forestier national, 92 % des peuplements en régénérations proviennent d'ensemencement naturel. Il y a 120 types de forêts différentes en Suisse.
Le volume de bois moyen des forêts est de 351 m3 par hectare, ce qui représente un volume de plus élevé que l'Autriche qui présente des conditions naturelles comparables. Le bois mort représente un volume moyen de 18,5 m3 par hectare, avec environ 8 m3 par hectare d'arbres secs sur pied (selon l'IFN).
Au niveau des arbres pour chaque famille, on trouve plusieurs espèces, qui peuvent parfois s'hybrider entre elles. Du côté du droit, la Confédération dresse la liste des genres qui sont considérées comme forestiers et peuvent être librement plantés en forêt. Cette liste comprend six genres de résineux et quinze genre de feuillus. Elle exclut le Prunus et deux espèces de noyers : le noyer royal et le noyer noir.

##### Épicéa

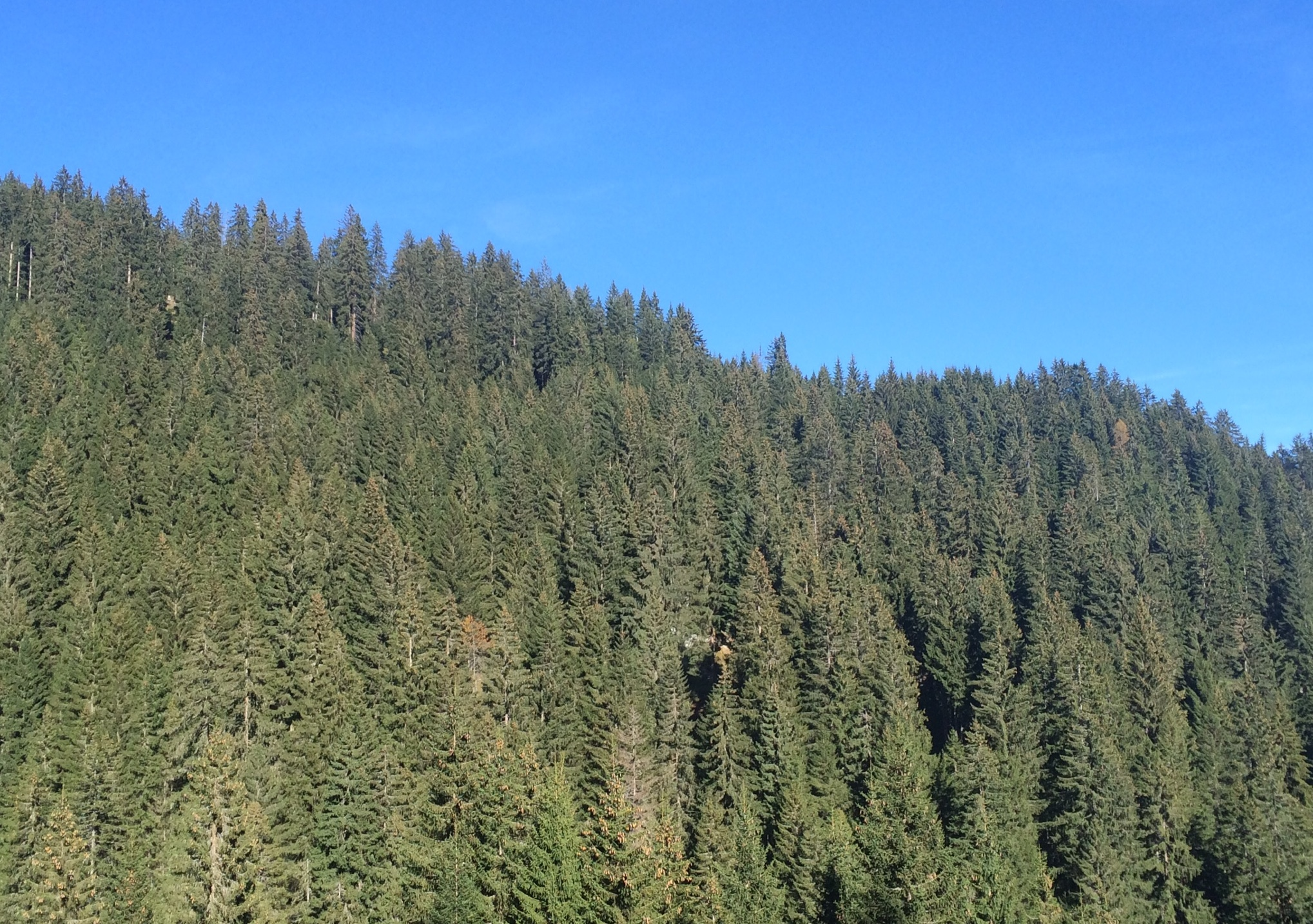
Forêt d'épicéas à Plazzas dans le val da Cafegns, au nord de Schluein dans le canton des Grisons.

L'épicéa est le conifère qui compte le plus grand volume de bois sur pieds des forêts en Suisse. Il représente 44 % de l'ensemble des arbres des forêts en Suisse. Il est constitué de pratiquement une seule espèce : l'épicéa commun. Il est globalement présent dans toute la Suisse, quoi qu'en proportions plus faibles au sud des Alpes où il ne représente que 18,5 % de l'ensemble des arbres et au nord où ce taux est de 15,7 %. A contrario, il est très présent dans les Alpes où il représente 59,5 % de l'ensemble des arbres dans les Alpes bernoises, 60,5 % aux Grisons et même 61,4 % dans les Préalpes vaudoises et fribourgeoises.

##### Hêtre

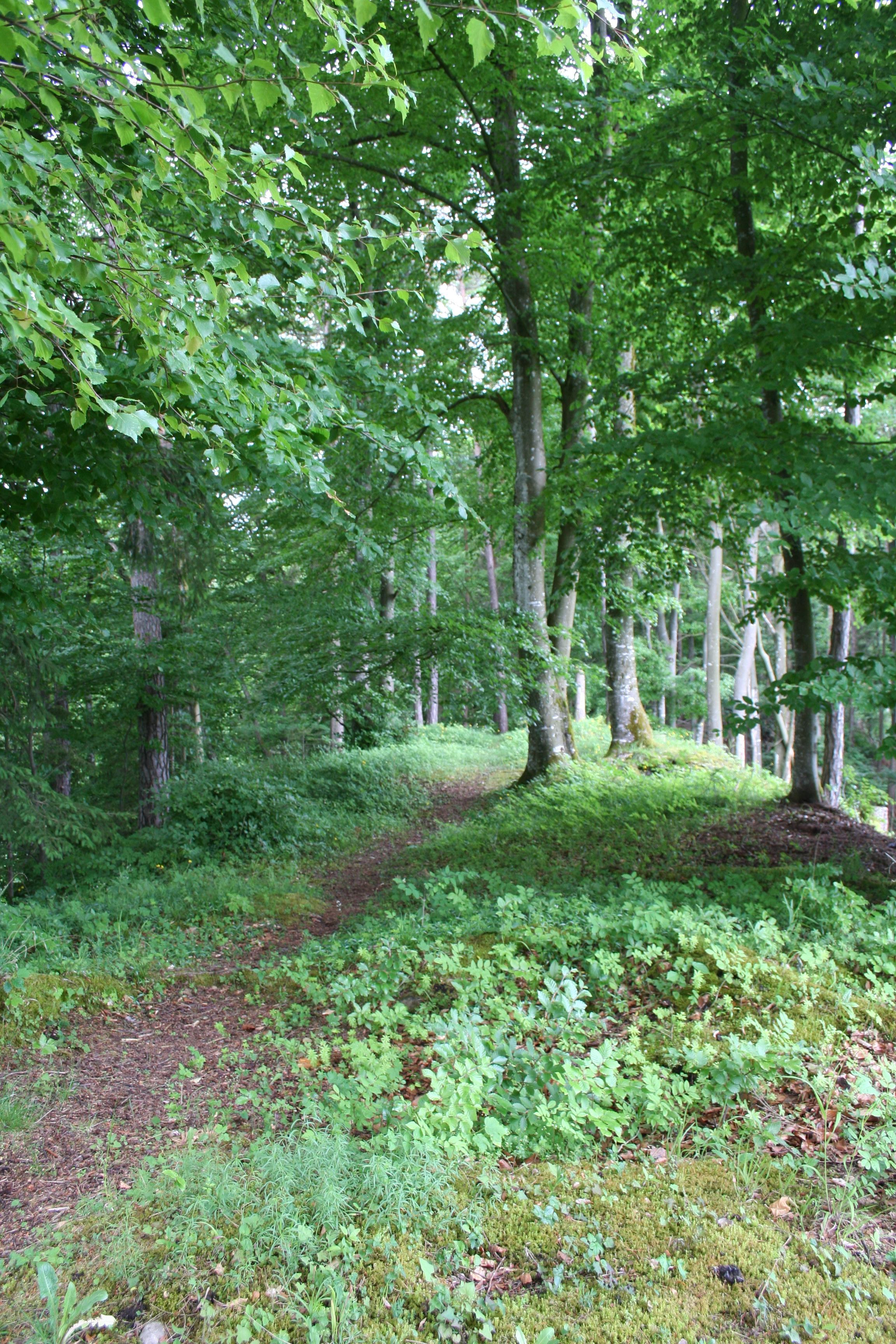
Hêtraie à Bichelsee-Balterswil dans le canton de Thurgovie.

Le hêtre est le feuillu qui compte le deuxième plus grand volume de bois sur pied des forêts en Suisse derrière l'épicéa. Il est majoritairement formé d'une seule espèce : le hêtre commun. Il représente 18 % de l'ensemble des arbres des forêts en Suisse. Ne poussant pas au-dessus de 1 300 m d'altitude, il est peu présent dans les régions alpines avec seulement 4,3 % de l'ensemble des arbres aux Grisons ou 4 % en Valais. Ce taux est plus important sur le Plateau où il est en moyenne de 24 %. Sa culture est plus importante sur le massif du Jura où il atteint un taux de 31 %, voire de 42,4 % au nord.

##### Sapin
Le sapin est le deuxième conifère qui compte le troisième plus grand volume de bois sur pied des forêts en Suisse. Il représente 15 % de l'ensemble des arbres des forêts en Suisse. Il est constitué de pratiquement une seule espèce : le sapin blanc. En Suisse, il est surtout présent dans les zones situées entre 800 m et 1 000 m d'altitude et son aire de répartition est donc bien plus limitée que celle de l'épicéa. Pratiquement absent des Alpes, on le trouve surtout dans la région bernoise et dans le Jura, où il représente 21,9 % de l'ensemble des arbres sur pied.

##### Mélèze

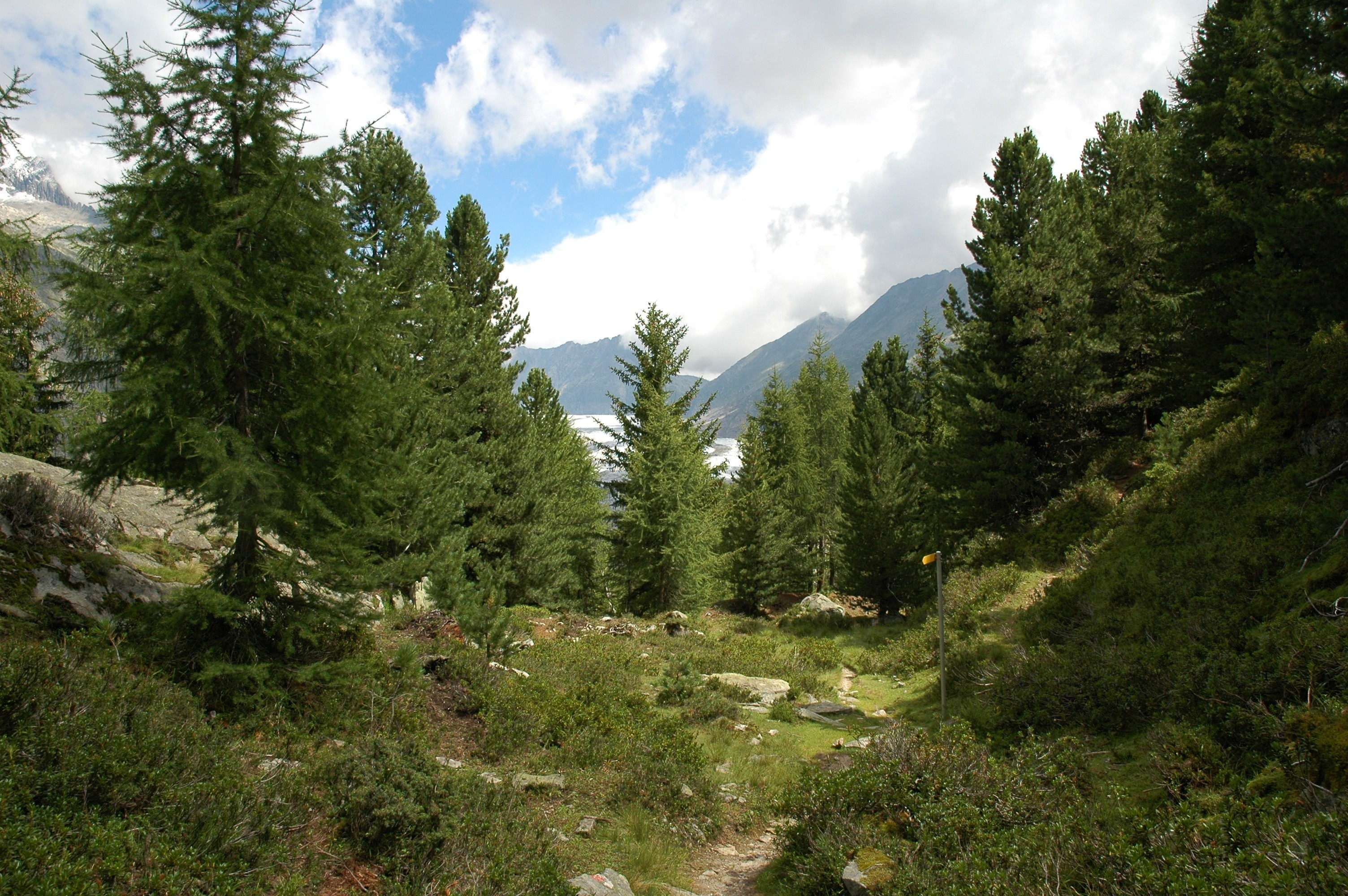
Mélèzes d'Europe dans la forêt d'Aletsch dans le canton du Valais.

Le mélèze est un conifère qui est majoritairement formé d'une seule espèce : le mélèze d'Europe. Il représente 5,5 % de l'ensemble des arbres des forêts en Suisse. Capable de pousser en altitude avec 73 % des mélèzes suisses poussant à une altitude supérieure à 1 400 m, il est surtout présent en Valais, au Tessin et dans les Grisons. Il représente 8,9 % des arbres sur pied au Tessin, 9,5 % aux Grisons et 19,7 % en Valais. Dans le reste de la Suisse, son taux est généralement inférieur ou égal à 1 %.

##### Frêne
Le frêne est le deuxième feuillu le plus répandu dans les forêts en Suisse après le hêtre avec 3,7 % de l'ensemble des arbres des forêts en Suisse. Néanmoins, il est menacé de disparaître. En effet, arrivé en Suisse dans la région bâloise en 2008, le champignon Chalara fraxinea venu d'Asie essaime dans l'ensemble du pays. Il atteint la Suisse romande en 2011. Il provoque une maladie nommée flétrissement : l'arbre n'est alors plus alimenté en eau et finit par mourir. L'observation de ce champignon est difficile car il ne présente que peu de traits typiques et se laisse vite envahir par d'autres espèces de champignons. Jusqu'en 2014, aucun remède contre ce champignon n'est connu. Durant cette année, une équipe de chercheurs de l'Institut fédéral de recherches sur la forêt, la neige et le paysage WSL cherche un virus capable d'affaiblir, voire de tuer le champignon sans affecter l'arbre afin de pouvoir en stopper la progression.

##### Érable
L'érable est un feuillu qui représente 2,9 % de l'ensemble des arbres des forêts en Suisse. Trois espèces forment la majorité des érables de Suisse : l'érable sycomore, l'érable plane et l'érable champêtre.
L'érable sycomore est l'espèce principale d'érables avec environ 17 112 000 tiges sur environ 19 149 000, soit 89,4 % de l'ensemble des érables. Il est presque absent des Alpes avec un taux de moins de 1 % à l'exception des Alpes bernoises où il représente 5,9 % de l'ensemble des arbres sur pied. Dans les Préalpes appenzelloises ce taux est de 8,2 %. Il est aussi présent au nord du Plateau avec un taux de 5,1 %.
L'érable plane représente 4,7 % de l'ensemble des érables avec environ 906 000 tiges. Il est totalement absent des Grisons, du Tessin, des Préalpes vaudoises et fribourgeoises. Dans toutes les autres régions, il représente moins de 1 % de l'ensemble des arbres. Son taux le plus élevé se situe au nord de la Suisse avec 0,7 %.
Quant à l'érable champêtre, il représente 5,9 % de l'ensemble des érables avec environ 1 131 000 tiges. Il est presque totalement absent du Plateau à l'exception de la région vaudoise où il représente 0,6 % de l'ensemble des arbres et la région zurichoise où ce taux est de 0,2 %. Partout ailleurs en Suisse le taux est inférieur à 1 % à l'exception du nord de la Suisse où il est de 1,1 %.

##### Chêne

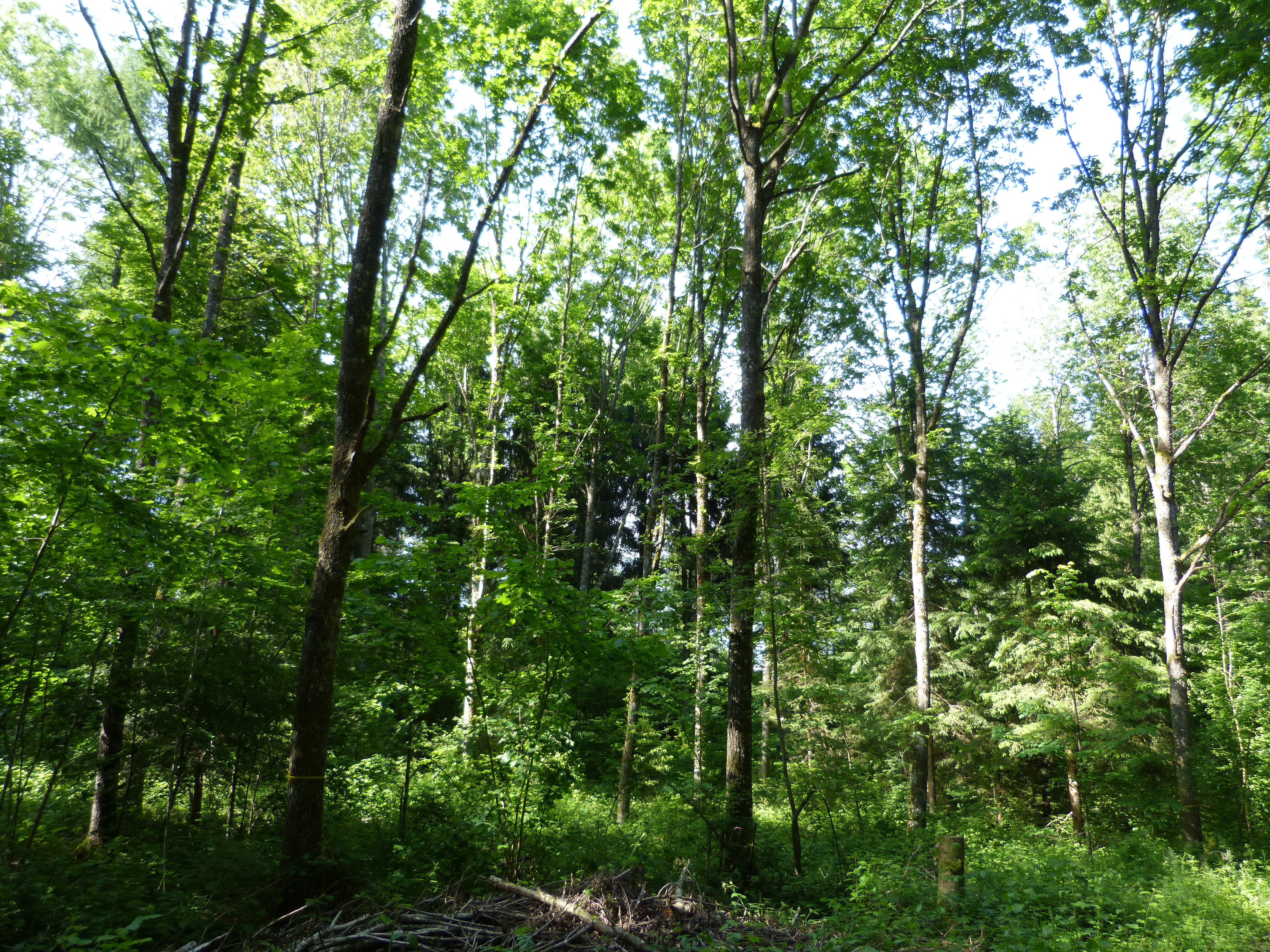
Chênaie dans le Bois Neuf à Étagnières dans le canton de Vaud.

Quatre espèces de chênes sont indigènes des forêts de Suisse : le chêne pédonculé, le chêne sessile, le chêne pubescent et le chêne chevelu. Les trois premiers sont particulièrement présents sur le plateau, dans le massif du Jura, au sud des Alpes et aussi en Valais. Le chêne chevelu ne se trouve par contre pratiquement qu'au Tessin. À ces quatre espèces de chênes, il faut ajouter le chêne rouge d'Amérique qui est introduit dans les forêts en Suisse lors du XVIIe siècle. La grande partie de la population de chênes se trouve dans l'ouest du plateau. La proportion atteint localement 60 % du nombre de tiges dans le canton de Genève pour une moyenne nationale de 9 %. Dans le canton de Vaud, la région où dominent les chênes se trouve entre La Sarraz et Yverdon-les-Bains. D'autres lieux importants se trouvent dans le nord de la Suisse, autour de la vallée du Rhin, dans les cantons de Bâle, Argovie, Zurich et Thurgovie. Dans le canton de Vaud, les chênaies se répartissent sous trois formes :
- les chênaies buissonnantes où le chêne pubescent prédomine. On les trouve notamment sur le pied du Jura et dans le Chablais. Les sols sont généralement constitués de croupes rocheuses.
- les chênaies à charme. Elles se trouvent principalement dans les régions sub-montagnardes où le hêtre n'a pas pu s'implanter.
- Les chênaies acidophile où prédominent les chênes sessiles et pédonculés. Elles sont généralement confinées à de petits espaces le long de promontoires, de crêtes ou de ravins.

Le chêne représente 2,24 % de l'ensemble des arbres des forêts en Suisse. Ce pourcentage est formé de 55 % de chênes sessiles, 39 % de chênes pédonculés, 4 % de chênes pubescents, 1,5 % de chênes rouges et 0,5 % de chênes chevelus.

##### Espèces rares
Parmi les espèces rares, figure le cormier dans les forêts en Suisse. Dans les années 1990, l'office fédéral de l’environnement, des forêts et du paysage recensait 500 individus dont le diamètre à hauteur de poitrine est supérieur à 10 cm répartis sur le canton de Genève, le canton de Vaud, celui de Bâle-Campagne et celui de Schaffhouse. En raison de son extrême rareté et du morcellement de sa population, il a été classé menacé d'extinction en Suisse.

### Faune
En Suisse, les chênes sessiles et pédonculés servent notamment d'abris pour les martres et les noctules communes chez les mammifères ; la chouette hulotte et le pic mar chez les oiseaux ou encore les frelons, les lucanes cerf-volant et les grands capricornes du chêne chez les insectes.

## Gestion des forêts suisses
En Suisse, la gestion de la forêt est assurée par l'office fédéral de l'environnement (OFEV). Depuis 1985, l'inventaire Sanasilva assure le suivi de la santé des forêts de Suisse par l'observation des houppiers et d'autres caractères indicateurs de l'état des arbres. Ces organismes de gestion ont placé les forêts du pays sous protection afin de permettre un déroulement non perturbé des processus naturels ou pour sauvegarder les habitats d'espèces menacées. En 2007, 3,2 % de la surface forestière Suisse disposait d'un statut contractuel de réserve forestière.
Les règlements concernant les forêts et l'abattage des arbres sont du ressort des communes, qui ont en principe un règlement distinct pour les arbres en forêts et les autres.

### Forêts primaires

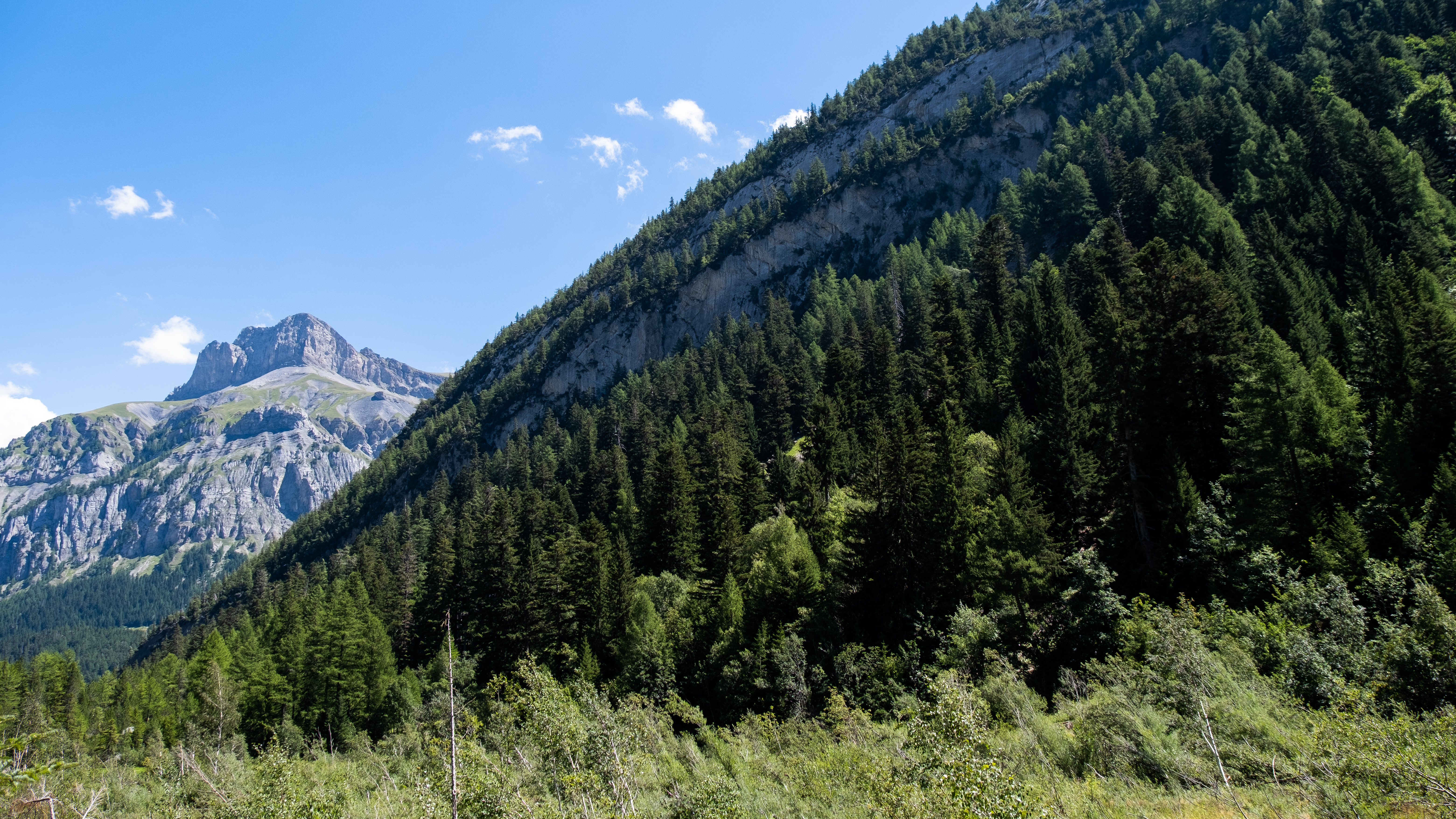
La forêt primaire de Derborence en août 2022.

Il existe deux forêts primaires en Suisse, définies comme ne comportant « aucune trace d’exploitation antérieure du bois ». Ces forêts constituent moins de 0,01 % de la surface forestière suisse et se situent à Derborence, en Valais, et à Scatlè, dans les Grisons. Un facteur important de ces forêts est le taux de bois mort.

### Prix Binding pour la forêt
Depuis 1987, la gestion de la forêt en Suisse est récompensée par le prix Binding pour la forêt. Le prix est doté de 50 000 CHF plus 150 000 CHF pour les activités liées à la gestion. Un cahier des charges précis permet d'évaluer les lauréats. Les conditions doivent être, globalement, un bon équilibre en écologie, économie et aspects sociétaux.
En 2015, ce prix revient à la commune vaudoise de Baulmes pour la gestion de son domaine forestier de 1 300 ha qui contient plus de 7 000 arbres de plus de 200 ans. La commune compte créer une chênaie de 2 ha avec l'argent du prix. La remise de ce prix ne fait néanmoins pas l'unanimité et est même qualifié de « farce ». En effet, le biologiste et ornithologue Pierre-Alain Ravussin rapporte que la gestion de la forêt de la Limasse, qui est une des forêts de la commune située à l'ouest de la commune sur la frontière entre la France et la Suisse, est catastrophique : la population de Nyctale de Tengmalm a diminué de près de 90 % et le Grand Tétras a presque disparu. Ce constat ne remet toutefois pas le prix en question.

## Économie
Une partie des forêts exploitées en sylviculture font partie du secteur primaire de l'économie de la Suisse. Pour qu'une forêt ou un bois puisse être considéré comme une exploitation forestière, sa surface doit avoir une certaine taille minimale qui varie en fonction de son emplacement sur le territoire du pays. Dans le Jura, la surface minimale est de 200 ha ; sur le plateau, elle est de 150 ha ; dans les préalpes, elle est de 150 ha ; quant aux alpes et au sud des alpes, elle est de 500 ha. L'ensemble des surfaces productives est de près de 1,1 million d'hectares en 2015 répartis en 713 exploitations forestières.
Sur l'ensemble du territoire national, le chiffre d'affaires total de l'économie forestière directe est de 520 562 CHF pour un coût de 555 371 CHF, soit un déficit 34 809 CHF. La somme des investissements se monte à 67 086 CHF dont 38 % sont financés par des prestations publiques. En 2014, la Suisse compte 532 sociétés de sylviculture qui emploient 3 313 ETP et 854 sociétés d'exploitation et de services forestiers qui emploient 2 931 ETP.
Ce sont plus de 4,5 millions de m3 de bois qui ont été récoltés en 2015 dont 2,8 millions de m3 de résineux, soit 68 % et 1,6 million de m3 de feuillus ou 32 %. Les trois essences les plus exploitées sont l'épicéa qui représente 44 % des bois sur pieds en 2015, suivie par le hêtre avec 18 % et le sapin avec 15 %. 1,8 million de m3 de bois a été transformé dans des scieries. 62 % pour du sciage, 18 % a servi de matière première pour le papier, 15 % comme source d'énergie et les 5 % restants ont servi de matière première à d'autres utilisations diverses.

## Aspects sociétaux
En plus de servir de lieu de biodiversité, la forêt joue d'autres rôles, notamment liés aux populations humaines. En Suisse, cinq grandes propriétés sont attribuées à la forêt. Elle est :
1. un lieu de loisirs et de détente ;
2. un étage tampon qui protège des dangers naturels ;
3. un abri pour la biodiversité ;
4. un filtre à eau ;
5. un puits de carbone.